# Santiago Totolimixpan
Santiago Totolimixpan es una localidad del estado mexicano de Jalisco. Es parte del municipio de Zapotlán del Rey.

## Toponimia
El nombre «Santiago» hace referencia al santo patrono de la localidad: Santiago el Mayor.

## Demografía
| Gráfica de evolución demográfica |
|                                  |

| Censo | Población |
| ----- | --------- |
| 1921  | 350       |
| 1930  | 438       |
| 1940  | 516       |
| 1950  | 522       |
| 1960  | 542       |
| 1970  | 903       |
| 1980  | 1 085     |
| 1990  | 1 399     |
| 2000  | 2 158     |
| 2010  | 2 559     |
| 2020  | 3 080     |